# Kakarhati
Kakarhati là một thị xã và là một nagar panchayat của quận Panna thuộc bang Madhya Pradesh, Ấn Độ.

## Nhân khẩu
Theo điều tra dân số năm 2001 của Ấn Độ, Kakarhati có dân số 7096 người. Phái nam chiếm 53% tổng số dân và phái nữ chiếm 47%. Kakarhati có tỷ lệ 51% biết đọc biết viết, thấp hơn tỷ lệ trung bình toàn quốc là 59,5%: tỷ lệ cho phái nam là 60%, và tỷ lệ cho phái nữ là 40%. Tại Kakarhati, 19% dân số nhỏ hơn 6 tuổi.